# 316P/LONEOS-Christensen
La comète LONEOS-Christensen, officiellement 316P/LONEOS-Christensen, est une comète périodique du système solaire, découverte le 11 septembre 2005 par le programme LONEOS et Eric J. Christensen.